# Nationaal park Tuinroete

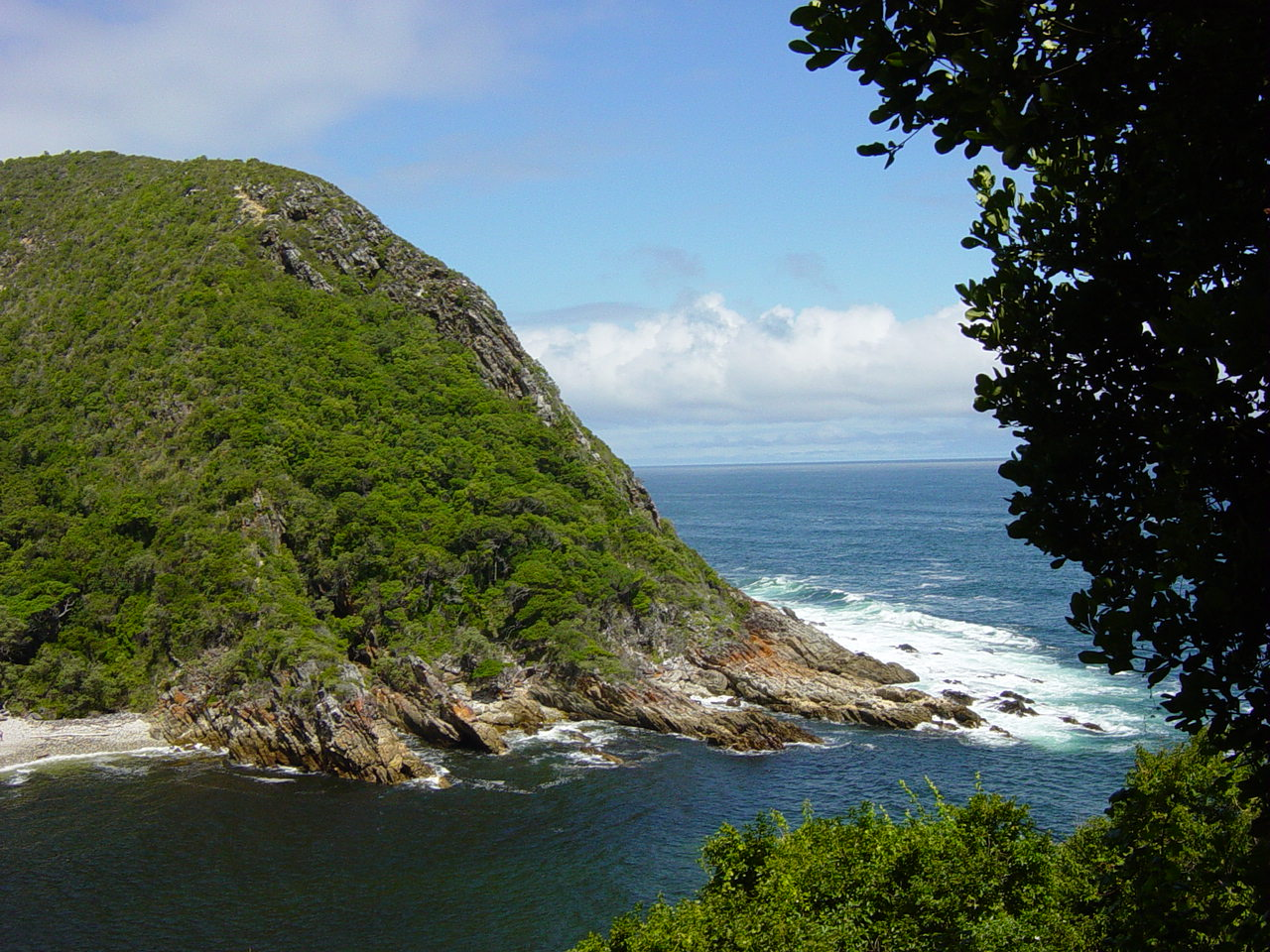
De monding van de Storms

Het Nationaal park Tuinroete is een nationaal park aan de Tuinroete in de Zuid-Afrikaanse Oost-Kaap en West-Kaap. Het park is 1.570 km2 groot en ontstond op 6 maart 2009, nadat het Nationaal park Tsitsikamma, het Nationale Wildernispark en het Nationale merengebied in de omgeving van Knysna werden samengevoegd.
De dichtstbijzijnde grote stad is George.